# Хронологија крсташких ратова на Леванту
Следи хронологија важнијих догађаја у историји крсташких ратова на Леванту.

## Пре Првог крсташког рата
- 1071. године - Битка код Манцикерта, пораз Византијског царства од Турака Селџука (26. август)
- 1095. године - Сабор у Клермону, папа Урбан II позива на борбу за ослобођење Христовог Гроба (18-28. новембар)
- 1096. године - Сељачки крсташки рат (април-октобар)
- 1096. године - Инцидент у Нишу (4. јул)
- 1096. године - Опсада Херигордона (август/септембар)
- 1096. године - Битка код Киветота, пораз крсташа Петра Пустињака (21. октобар)

## Први крсташки рат(1096—1099)
- 1097. године - Опсада Никеје, главног града Румског султаната (14. мај - 19. јун)
- 1097. године - Битка код Дорилеја (1. јул)
- 1098. године - Оснивање грофовије Едесе, прве крсташке државе у Светој земљи (10. март)
- 1097-1098. године - Опсада Антиохије (20. октобар 1097 - 28. јун 1097)
- 1098. године - Оснивање Кнежевине Антиохије (28. јун)
- 1098. године - Опсада Арке (14. фебруар - 13. мај)
- 1098. године - Смрт Адемара Пијског (1. август)
- 1098. године - Опсада Марата (новембар - децембар)
- 1099. године - Смрт Петра Бартоломеја (20. април)
- 1099. године - Опсада Јерусалима (7. јун - 15. јул)
- 1099. године - Оснивање Јерусалимске краљевине (15. јул)
- 1099. године - Битка код Аскалона (12. август)

## Међуратни период (1099—1147)
- 1099. године - Оснивање Кнежевине Галилеје
- 1100. године - Смрт Готфрида Бујонског (18. јул)
- 1100. године - Балдуин I крунисан за јерусалимског краља (25. децембар)
- 1100. године - Битка код Мелитене
- 1101. године - Крсташки рат 1101. године
- 1101. године - Битка код Мерсивана (јун)
- 1101. године - Битка код Хераклеје (јун)
- 1101. године - Друга битка код Хераклеје (5. септембар)
- 1101. године - Битка код Рамле (7. септембар)
- 1102. године - Битка код Рамле (17. мај)
- 1102-1109. године - Опсада Триполија
- 1104. године - Битка код Харана (7. мај)
- 1105. године - Смрт Ремон од Сен Жила (28. фебруар)
- 1105. године - Битка код Арте
- 1105. године - Битка код Рамле (27. август)
- 1107-1108. године - Боемундов рат против Алексија Комнина
- 1108. године - Битка код Тел Башира (октобар)
- 1109. године - Оснивање грофовије Триполи (12. јул)
- 1110. године - Опсада Сидона (19. октобар - 5. децембар)
- 1110. године - Оснивање господства Сидон (5. децембар)
- 1111. године - Смрт Боемунда Тарентског (3. март)
- 1111. године - Битка код Шазара
- 1112. године - Смрт Танкреда Галилејског (5. децембар)
- 1113. године - Битка код Ал-Санабре
- 1115. године - Балдуин изградио Крак де Монтреал, једну од најјачих крсташких тврђава у Светој земљи
- 1115. године - Оснивање господства Трансјордан
- 1115. године - Битка код Сармина (14. септембар)
- 1118. године - Балдуин ле Бурж крунисан за јерусалимског краља (14. април)
- 1119. године - Битка код Балата (28. јун)
- 1119. године - Битка код Тел-Данита (14. август)
- 1123. године - Битка код Јибне
- 1124. године - Опсада Тира (16. фебруар - 7. јул)
- 1125. године - Битка код Азаза (11. јун)
- 1131. године - Смрт краља Балдуина II, Фулк I постаје јерусалимски краљ
- 1132. године - Битка код Кастел Ружа
- 1137. године - Битка код Монтферана
- 1138. године - Опсада Шазара (28. април - 21. мај)
- 1143. године - Балдуин III крунисан за краља Јерусалима (25. децембар)
- 1144. године - Пад грофовије Едесе (24. децембар)
- 1146. године - Смрт Зенгија, оснивача династије Зенгида (14. септембар)
- 1147. године - Битка код Босре (1147)

## Други крсташки рат(1147—1149)
- 1147. године - Битка код Дорилеја (25. октобар)
- 1147. године - Битка код Ефеса (24. децембар)
- 1148. године - Битка на планини Кадмус (6. јануар)
- 1148. године - Опсада Дамаска (24-29. јул)

## Међуратни период (1149—1189)
- 1149. године - Битка код Инаба (29. јун)
- 1150. године - Битка код Аинтаба (август)
- 1153. године - Опсада Аскалона
- 1153. године - Оснивање грофовије Јафе и Аскалона
- 1157. године - Битка код Банијаса (19. јун)
- 1159. године - Манојло I Комнин улази у Антиохију
- 1160. године - Нур ад Дин заробио Ренеа од Шатијона
- 1163. године - Амалрик I долази на јерусалимски престо
- 1163. године - Битка код Багије
- 1164. године - Први крсташки поход на Египат
- 1164. године - Опсада Билбаија
- 1164. године - Опсада Харима (12. август)
- 1167. године - Други крсташки поход на Египат
- 1167. године - Опсада Александрије, прво истицање великог муслиманског војсковође Саладина
- 1167. године - Битка код Бабаина (18. март)
- 1169. године - Ширку и Саладин улазе у Каиро (јануар)
- 1169. године - Трећи крсташки поход на Египат
- 1169. године - Опсада Дамијете (октобар - новембар)
- 1171. године - Саладин опседа Крак де Монтреал
- 1174. године - Смрт Нур ад Дина (15. мај)
- 1174. године - Балдуин IV крунисан за краља Јерусалима (11. јул)
- 1175. године - Битка код Курун Хама (23. април)
- 1176. године - Рене од Шатијона излази из заробљеништва
- 1177. године - Филип I од Фландрије напада Саладинове територије и тиме изазива раскид примирја
- 1177. године - Битка код Монт Жисара (25. новембар)
- 1179. године - Битка код Марџ Ујуна (10. јун)
- 1179. године - Битка код Јаковљевог бунара (август)
- 1180. године - Мир са Саладином
- 1180. године - Саладин покреће рат против Мосула и Алепа
- 1181. године - Рене од Шатијона пљачка богати муслимански караван што изазива прекид примирја између Јерусалима и Саладина
- 1183. године - Битка под гором Тавор (септембар)
- 1183. године - Опсада Керака (новембар-децембар)
- 1183. године - Саладин осваја Алепо
- 1184. године - Жерар де Ридфор постаје Велики мајстор Темплара
- 1185. године - Балдуин V крунисан за краља Јерусалима (16. март)
- 1186. године - Ги Лизињанин крунисан за краља Јерусалима
- 1186. године - Смрт Виљема од Тира, хроничара крсташких ратова (29. септембар)
- 1187. године - Саладин покреће џихад против хришћана у Светој земљи
- 1187. године - Битка код Кресовог врела (1. мај)
- 1187. године - Опсада Тиберијаса (2-5. јул)
- 1187. године - Битка код Хитина, велики пораз хришћанске војске у коме је страдала комплетна јерусалимска армија и заробљен јерусалимски краљ (4-5. јул)
- 1187. године - Опсада Јерусалима (20. септембар - 2. октобар)
- 1187-1188. године - Опсада Тира (12. новембар 1187 - 1. јануар 1188)
- 1188. године - Опсада Антиохије (септембар)

## Трећи крсташки рат(1189—1192)
- 1189-1191. године - Опсада Акре (27. август 1189 - 12/13. јул 1191)
- 1190. године - Битка код Иконије (18. мај)
- 1190. године - Смрт Фридриха Барбаросе, пропаст немачке армије (10. јул)
- 1191. године - Оснивање Краљевине Кипар
- 1191. године - Битка код Арсуфа (7. септембар)
- 1192. године - Битка код Јафе (8. август)
- 1192. године - Мир у Јафи, Јерусалим остаје у муслиманским рукама, а на обалама Средоземног мора формирана нова крсташка држава са средиштем у Акри (2. септембар)

## Међуратни период
- 1192. године - Конрад од Монферата крунисан за краља Јерусалима (27. април)
- 1193. године - Саладинова смрт (4. март)
- 1197. године - Крсташки рат Хенрија VI
- 1202-1204. године - Четврти крсташки рат
- 1204. године - Први пад Цариграда, оснивање крсташких држава на тлу Византијског царства (13. април)

## Пети крсташки рат(1213—1221)
- 1217-1218. године - Поход Андрије II Арпада, низ пљачкашких похода у Галилеји
- 1218. године - Опсада Дамијете
- 1220. године - Крсташи покрећу марш на Каиро (12. јул)

## Шести крсташки рат(1228—1229)
- 1227. године - Фридрих II екскомунициран из католичке цркве (28. септембар)
- 1228. године - Фридрих покреће крсташки поход
- 1229. године - Мировни споразум између Фридриха и Малик ел Камила, Јерусалим поново под хришћанском управом (29. фебруар)
- 1229. године - Фридрих напушта Свету земљу (1. мај)

## Међуратни период (1229—1248)
- 1244. године - Опсада Јерусалима (15. јул)
- 1244. године - Битка код Форбије (17/18. октобар)
- 1245. године - Сабор у Лиону, француски краљ Луј IX проглашава нови крсташки рат (јул)
- 1245-1248. године - Темељне припреме крсташке армије за рат у Египту

## Седми крсташки рат(1248—1254)
- 1248. године - Луј Свети покреће нови крсташки поход (28. август)
- 1249. године - Опсада Дамијете (6. јун)
- 1249. године - Крсташи покрећу поход на Мансурах (22. новембар)
- 1250. године - Битка код Мансураха (8-11. фебруар)
- 1250. године - Битка код Фарискура, Луј пада у заробљеништво (6. април)
- 1254. године - Луј напушта Свету земљу (15. април)

## Касни крсташки период (1254—1291)
- 1258. године - Монголи освајају Багдад чиме је окончано постојање Абасидског халифата (10. фебруар)
- 1260. године - Битка код Ајн Џалута, Бајбарс зауставио монголску најезду (3. септембар)
- 1268. године - Бајбарс проглашава џихад
- 1268. године - Пад Антиохије (16. мај)
- 1270. године - Осми крсташки рат, Луј IX напада Тунис
- 1271. године - Бајбарс напада хришћанску престоницу - Акру
- 1271. године - Муслимани освајају Крак де Шевалије (29. новембар)
- 1271. године - Опсада Триполија
- 1271-1272. године - Девети крсташки рат
- 1277. године - Бајбарсова смрт (1. јул)
- 1283. године - Примирје између крсташа и мамелучког султана Калавуна склопљено на десет година
- 1289. године - Пад грофовије Триполи (27. април)
- 1291. године - Пад крсташке престонице Акре (4. април - 18. мај)
- 1291. године - Крсташи напуштају Тир (18. мај)
- 1291. године - Крсташи напуштају Сидон (14. јул)
- 1291. године - Крсташи напуштају Бејрут (21. јул)